# Pracht
Pracht ist eine Ortsgemeinde im Landkreis Altenkirchen (Westerwald) in Rheinland-Pfalz. Sie gehört der Verbandsgemeinde Hamm (Sieg) an.

## Gemeindegliederung
Zur Gemeinde gehören die Ortsteile Pracht, Niederhausen, Wickhausen, Bitzbruch, Hassel, Heinrichshütte und Flemmershof, wobei Niederhausen ein (durch die Grenzstraße) geteilter Ortsteil ist. Die westliche Hälfte von Niederhausen ist ein Ortsteil von Windeck, einer Gemeinde im Osten des Rhein-Sieg-Kreises in Nordrhein-Westfalen.

## Geschichte
Der Ort Pracht wird in Urkunden bereits um 1300 erwähnt.
Bis Mitte des 17. Jahrhunderts gehörte Pracht landesherrlich zur Grafschaft Sayn. Die Einwohner wurden nach der Einführung der Reformation in der Grafschaft Sayn erst lutherisch und später reformiert. 1603 war die Prachter Mühle an Valentin Tyldes verlehnt. Nach der Landesteilung der Grafschaft Sayn im 17. Jahrhundert gehörte Birkenbeul zur Grafschaft Sayn-Hachenburg.
Pracht bildete innerhalb des Kirchspiels Hamm einen „Sende“ genannten eigenen Verwaltungsbezirk, zu dem auch die Orte Bitzbruch, Hassel, Niederhausen und Wickhausen gehörten. Die Grafschaft Sayn-Hachenburg war 1799 auf dem Erbweg an die Fürsten von Nassau-Weilburg gefallen. 1806 traten die beiden nassauischen Fürsten dem napoleonischen Rheinbund bei und Pracht zählte von 1806 an zum Herzogtum Nassau. Aufgrund der auf dem Wiener Kongress (1814–1815) getroffenen Vereinbarungen wurde das Kirchspiel Hamm an das Königreich Preußen abgetreten.
Unter der preußischen Verwaltung wurde Pracht der Bürgermeisterei Hamm im neu errichten Kreis Altenkirchen im Regierungsbezirk Coblenz zugeordnet, der von 1822 an zur Rheinprovinz gehörte.
Seit 1946 ist Pracht Teil des Landes Rheinland-Pfalz.
Bevölkerungsentwicklung
Die Entwicklung der Einwohnerzahl der Gemeinde Pracht, die Werte von 1871 bis 1987 beruhen auf Volkszählungen:
| Jahr | Einwohner |
| ---- | --------- |
| 1815 | 220       |
| 1835 | 292       |
| 1871 | 511       |
| 1905 | 680       |
| 1939 | 1.095     |
| 1950 | 1.017     |

| Jahr | Einwohner |
| ---- | --------- |
| 1961 | 1.059     |
| 1970 | 1.201     |
| 1987 | 1.208     |
| 2005 | 1.588     |
| 2011 | 1.502     |
| 2017 | 1.444     |

## Politik

### Gemeinderat
Der Gemeinderat in Pracht besteht aus 16 Ratsmitgliedern, die bei der Kommunalwahl am 9. Juni 2024 in einer personalisierten Verhältniswahl gewählt wurden, und dem ehrenamtlichen Ortsbürgermeister als Vorsitzendem.
Die Sitzverteilung im Gemeinderat:
| Wahl | WGV *             | WGE *    | Gesamt   |
| ---- | ----------------- | -------- | -------- |
| 2024 | 7                 | 9        | 16 Sitze |
| 2019 | per Mehrheitswahl | 16 Sitze |          |
| 2014 | per Mehrheitswahl | 16 Sitze |          |

### Bürgermeister
Matthias Ebach wurde am 28. August 2024 Ortsbürgermeister von Pracht. Bei der Direktwahl am 9. Juni 2024 hatte er sich mit einem Stimmenanteil von 54,8 % gegen eine Mitbewerberin durchgesetzt.
Ebachs Vorgänger Udo Seidler kandidierte nach 20 Jahren im Amt bei der Wahl 2024 nicht erneut als Ortsbürgermeister.

## Verkehr

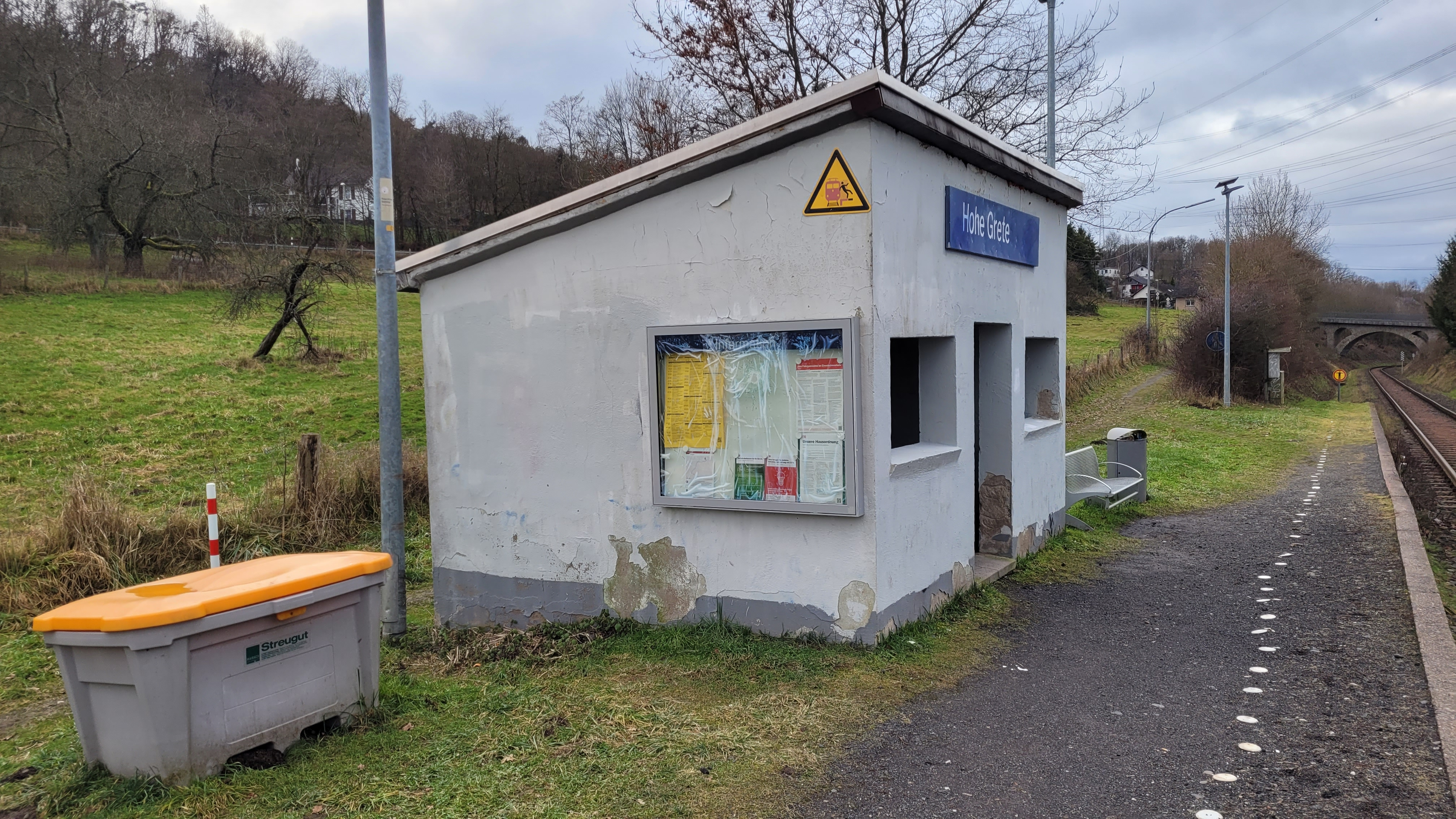
Bahnhaltepunkt Hohe Grete

Im Ortsteil Wickhausen befindet sich der Bahnhaltepunkt „Hohegrete“ der Bahnstrecke Engers–Au, der von den Nahverkehrszügen der Linie RB 90 der Westerwald-Sieg-Bahn der Hessischen Landesbahn (HLB) nach dem Rheinland-Pfalz-Takt in beide Richtungen angefahren wird, auch am Wochenende und an gesetzlichen Feiertagen. Auf dem Abschnitt Au–Altenkirchen besteht von Montag bis Freitag teilweise auch ein 30-Minuten-Takt.
| Linie | Verlauf | Takt                                             |
| ----- | --- | ------------------------------------------------ |
| RB90  | Westerwald-Sieg-Bahn: (Kreuztal – Siegen-Geisweid – Siegen-Weidenau –)* Siegen Hbf – Eiserfeld (Sieg) – Niederschelden Nord – Niederschelden – Mudersbach – Brachbach – Freusburg Siedlung – Kirchen – Betzdorf (Sieg) – Scheuerfeld (Sieg) – Niederhövels – Wissen (Sieg) – Etzbach – Au (Sieg) – Geilhausen – Hohegrete – Breitscheidt (Kr Altenkirchen Ww) – Kloster Marienthal (wochentags zweistdl.) – Obererbach – Altenkirchen (Westerwald) – Ingelbach – Hattert – Hachenburg – Unnau-Korb – Nistertal-Bad Marienberg (– Büdingen (Westerw) – Enspel – Rotenhain) (zweistündlich) – Langenhahn – Westerburg – Willmenrod – Berzhahn – Wilsenroth – Frickhofen – Niederzeuzheim – Hadamar – Niederhadamar – Elz (Kr Limburg/Lahn) – Staffel – Diez Ost – Limburg (Lahn) * einzelne Züge an Werktagen Stand: Fahrplanwechsel Dezember 2024 | 60 min zus. Verstärkerzüge Betzdorf–Altenkirchen |

Der Bahnhof Au (Sieg) ist mit dem Zug etwa vier Minuten entfernt. Dort besteht Anschluss zum Rhein-Sieg-Express (RE 9), der zwischen Aachen, Köln, Siegburg/Bonn und Au nach Siegen pendelt, zur S-Bahn der Linie 12 (Au–Siegburg–Troisdorf–Köln–Horrem–Düren) sowie zur Regionalbahn, die zwischen Au und Dillenburg pendelt. An den Bahnhöfen Au und Altenkirchen befinden sich Park-and-Ride-Anlagen für PKW und Krafträder sowie in Altenkirchen auch eine Bike-and-Ride-Anlage für Fahrräder.
Der Tarif des Verkehrsverbundes Rhein Sieg (VRS) ist als Übergangstarif aus der VRS Region in den Landkreis Altenkirchen anerkannt. Ebenso ist der Landkreis seit dem 1. Januar 2009 Mitglied im Verkehrsverbund Rhein-Mosel (VRM). Daher kann man zu diesen beiden Tarifen sowie auch zum DB- bzw. HLB-Tarif zum Haltepunkt Hohegrete reisen.

## Kultur
- Liste der Kulturdenkmäler in Pracht